# 和田義長
和田 義長 （わだ よしなが、生没年不詳）は、鎌倉時代の武将。通称平内、五郎。杉本義宗の末子。兄に和田義盛。三浦義澄とともに鎮西で行動中に死去。嫡男に泉親衡の乱で捕縛された和田胤長がいる。